# Металург (Запорожие)
„Металург“ (на украински: Металург Запоріжжя) е футболен клуб от град Запорожие, Украйна, основан 1935 г. Домакинските си мачове играе на стадион „Славутич-Арена“.

## Постижения
- 2006, финалист в Купата на Украйна

## Български футболисти
- Валентин Илиев: 2002/04 - (21 мача - 1 гол)
- Александър Томаш: 2005/06 - (3 мача - 0 гола)